# Tim mực
Tim Mực (Tiếng Đức: Tintenherz) là cuốn tiểu thuyết giả tưởng dành cho trẻ em của Cornelia Funke, cuốn sách đầu tiên của bộ ba Inkworld.
Tim mực là câu chuyện kể về Motimer (Mo) và con gái Meggie, hai người đều có khả năng đặc biệt là mang những nhân vật từ các cuốn sách ra thế giới thực bằng cách đọc to câu chuyện đó lên. Cuộc sống của họ đã thay đổi lớn khi tình cờ phát hiện ra khả năng của Mo trong một đêm nọ, khi anh đọc thành tiếng cuốn Tim Mực cho con gái nghe. Những nhân vật trong sách bước ra ngoài đồng thời mẹ Meggie lại bị hút vào đó. Những diễn biến tiếp theo đã thuật lại hành trình của hai cha con Motimer nhằm giải cứu người vợ thân yêu đồng thời đưa mọi việc trở về như vốn có.
Phần tiếp theo của Tim mực (2003) là Máu mực, được phát hành vào ngày 1/10/2005, và cuốn sách cuối trong bộ ba tập sách, tạm dịch: Cái chết mực  đã được phát hành vào ngày 28/9/2007 tại Đức, sách phát hành bản tiếng Anh vào năm 2008, bản Mỹ vào mùa thu 2008.Tại Việt Nam, Tim mực và Máu mực đã được dịch nguyên bản tiếng Đức bởi dịch giả Kiều Hoa, mỗi cuốn tách ra 2 tập, được lần lượt phát hành vào tháng 9 năm 2006 và tháng 5 năm 2007.

## Cốt truyện
Tim mực kể về chuyến phiêu lưu thần kỳ của thợ đóng sách Mortimer Folchart (Mo) và cô con gái Meggie, vốn là những người rất mê sách. Đặc biệt, Motimer có khả năng kì diệu có thể đọc những nhân vật trong cuốn sách ra ngoài nhưng anh không thể kiểm soát được sức mạnh đó. Khi "Mo" đang đọc cuốn Tintenherz cho cô con gái Meggie ba tuổi và vợ anh-Resa sau bữa tối thì bất ngờ, mẹ của Meggie bị hút vào cuốn sách, đồng thời những nhân vật trong cuốn sách đó (Capricorn, Basta, Dustfinger và thú nuôi Marten Gwin) bị mang ra khỏi thế giới của họ. Bởi còn quá nhỏ, Meggie không thể nhớ gì về sự mất tích của mẹ và cũng từ đó, cha cô không bao giờ đọc truyện cho cô nữa.
 Chín năm sau, Dustfinger trở lại cảnh báo cho Motimer biết rằng tên trùm Capricorn và Basta- những kẻ trong cuốn sách chín năm trước đang chuẩn bị bắt anh đi phục vụ cho mưu đồ của chúng. Sáng hôm sau, Meggie bị đánh thức bởi cha cô. Ông nói với cô rằng họ sẽ tới nhà bà dì Elinor - con người có một tình yêu lớn đối với những cuốn sách. Do tin lời Capricorn, Dustfinger đã nói cho hắn biết nơi ẩn nấp của hai cha con Mo. Sau bao công sức tìm kiếm, cha con Motimer đã tìm lại được cuốn sách nhưng lại bị bọn tay chân của Capricorn tấn công và đem đi lên lâu đài của gã. Chúng bắt Mortimer phải dùng khả năng kỳ diệu để đọc kho báu từ cuốn sách "Nghìn lẻ một đêm". Cùng với số của cải rơi xuống, Mo đã vô tình đọc ra cậu bé Farid- chàng trai được nuôi nấng bởi bọn trộm. Tuy Dustfinger đã tìm thấy mẹ của Meggie nhưng sợ rằng khi biết vợ mình đã được giải cứu, Motimer sẽ không giữ lời hứa giảo thoát cho anh nên anh đã giấu giếm chuyện này.
 Do Capricorn đã đốt cuốn sách, tráo trở với lời hứa đưa anh trở về, Dustfinger đã cùng "Mo", Meggie và Farid quyết định lên đường đi tìm tác giả và bản gốc của Tintenherz nhằm giải cứu mọi người. Thật không may khi trên đường trở về, mọi người bị bắt lại, những cũng chính trong lúc này, Meggie đã phát hiện ra năng lực kì diệu được thừa hưởng từ người cha. Capricorn ra lệnh cho Meggie phải thả "Bóng ma"_ nỗi ám ảnh kinh hoàng của cuốn Tintenherz ra thế giới thực để tiêu diệt gia đình và những người bạn của cô. Những khi đọc đến đoạn đó, cô bé đã tự tay viết một cái kết khác cho cuốn sách để "Bóng ma" nuốt chửng Capricorn và đưa mọi thứ về trật tự ban đầu vốn có của nó. Cuối cùng, Dustfinger ra đi cùng với Farid và bản sao duy nhất của cuốn Tintenherz, tiếp tục tìm kiếm của một người nào đó có thể đọc cho anh quay trở lại.

## Nhân vật

Bìa cuốn Tim Mực tập 2 tại Việt Nam

- Meggie Folchart - Một cô bé 12 tuổi yêu sách. Cô là con gái của Motimer và thừa hưởng khả năng mang những nhân vật trong sách ra thế giới thực qua việc đọc. Cô gọi cha mình "Mo"
- Mortimer Folchart - còn được gọi là Silvertongue và Mo, cha của Meggie và cũng là một thợ đóng sách lành nghề. Anh có khả năng đọc để "lôi" những nhân vật trong câu chuyện ra ngoài cuốn sách. Và, trong một buổi tối khi đọc Tim mực (Inkheart)cho con gái nghe, anh đã vô tình và mang Capricorn, Basta, Dustfinger ra khỏi những trang giấy. Đồng thời, Resa- vợ anh, bị hút vào quyển sách.
- Teresa Folchart - còn được gọi là Resa, mẹ của Meggie và là vợ của Mo. Mo đã vô tình đọc vợ mình vào Inkworld (Thế giới mực) và không thể mang cô ra. Cô có mái tóc như vàng kéo thành sợi, mà Meggie được thừa kế. Khi Darius, một sliver-tonge bị tật nói lắp, đọc cô ra khỏi cuốn sách, Resa đã bị mất giọng nói. Dustfinger mang một lòng cảm mến dành cho cô, mặc dù ông đã có một người vợ trong Inkworld.
- Dustfinger (Ngón tay bụi) - Nhà ảo thuật lửa thông minh trong Inkworld. Dustfinger đã được đưa ra khỏi Inkheart cùng thời điểm với Capricorn. Tuy nhiên, không giống như Capricorn, anh đã có một mong muốn mạnh mẽ trở lại Inkworld. Ông phản bội Meggie và Mo trong một nỗ lực nhập lại cuốn sách do bị Capricorn lừa bịp, nhưng sau đó khi nhận ra bộ mặt tráo trở của y, anh đã cứu họ. Ông sau đó trở thành thầy dạy của Farid trong các trò ảo thuật lửa.
- Capricorn - Nhân vật phản diện trong câu chuyện, hắn ta được đưa ra khỏi Inkheart bởi sự vô ý của Mo. Là con người đại diện của cái ác, rất ham mê quyền lực. Mẹ ông ta là Mortola và cha của hắn một thợ rèn, người đã dạy ông rằng quyền lực là điều mà có ở mọi vấn đề. Ông ta là người có đôi mắt không màu.
- Basta - Một trong những tay chân trung thành nhất của Capricorn. Ông ta rất mê tín dị đoan, luôn đeo một con dao hộ mệnh ở ngực. Ông ta sợ lửa và luôn luôn mặc áo dài tay vì đã từng suýt bị đốt cháy. Ông có thói quen nhai lá bạc hà liên tục bởi bị hôi miệng.
- Elinor Loredan-Meggie là cô của Mo. Bà yêu sách và có cả một thư viện "bất khả xâm phạm" chứa đầy những cuốn sách quý và những bản viết tay vô giá.
- Fenoglio - Còn được gọi là Inkweaver, là tác giả của Inkheart (ở trong cuốn sách).
- Farid - Một cậu bé được nuôi dạy bởi những tên trộm và vô tình bị đưa ra hiện thực khi Motimer đọc " Nghin lẻ một đêm". Anh trở thành người học việc của Dustfinger và có cảm tình với Meggie. Anh ta cũng rất ngây thơ và muốn học cách "thổi ra lửa" của Dustfinger.
- Gwin - Marten con vật cưng của Dustfinger, ông được đọc trong cuốn sách với Dustfinger. Theo đúng như cuốn sách của tác giả Fenoglio, Dustfinger sẽ chết trong Inkworld (Thế giới mực) do cứu Gwin. Về sau, khi Dustfinger quay trở lại cuốn sách, Farid đã để Gwin ở lại thực tại nhằm bảo vệ mạng sống cho anh.
- Mortola: còn được gọi là "The Magpie". Bà ta là mẹ nhưng đồng thời cũng giữ vai trò như một kẻ đầy tớ của Capricorn - người mà Capricorn cố gắng để che giấu việc mình là con bà ta
- The Shadow - Bóng ma, là "chó săn" của Capricorn(như biệt danh Fenoglio đặt cho), là một thế lực siêu nhiên. Bóng ma như một đống tro tàn khổng lồ, nuốt chửng bất cứ nạn nhân nào mà Capricorn ra lệnh
- Cockerell - Một trong những trợ lý của Capricorn, người đã được đọc ra từ Inkheart.
- Flatnose - Một trong những phụ tá trung thành của Capricorn, do tật nói lắp của Darius mà khi "chui" ra khỏi cuốn Tim mực, hắn ta mang theo cái mũi to bè xấu xí.
- Darius - Một Sliver-tonge mà Capricorn tìm thấy, ông cũng có thể đọc những điều trong sách như Mo. Tuy nhiên, tật nói lắp của ông đã gây ra không ít tình huống dở khóc dở cười, khiến Flatnose có một cái mũi kinh dị và khiến Resa bị mất đi giọng nói. Về cuối truyện, ông yêu bà Elinor-cô của "Mo"
- Paula, Pippo, và Rico - Những đứa cháu vui vẻ tinh nghịch của Fenoglio.

## Điện ảnh
Tim mực đã được hãng phim New Line Cinema chuyển thể thành bộ phim cùng tên vào năm 2009 với độ dài 106 phút. Dự báo trước về khả năng thành công của tác phẩm, các nhà làm phim đã có kế hoạch phát hành bộ phim này thành một series nối liền nội dung giống "Chúa tể những chiếc nhẫn", trong đó, tuần tự như theo thứ tự của truyện: "Tim mực" sẽ là phần đầu tiên, tiếp theo sau sẽ là "Máu mực" và "Cái chết mực". Những kỹ xảo trong '"Tim mực" được khai thác bằng chương trình Mudbox 3D của hãng Autodesk, Inc., và chương trình này được giới làm phim, game, truyền hình, thiết kế công nghiệp đánh giá là một công cụ xử lý rất hữu hiệu, từng được dùng trong phim như "King Kong" và sắp tới là "The Golden Compass", "Fred Claus"… 
 Bộ phim do Iain Softley đạo diễn với sự tham gia diễn xuất của các diễn viên: Brendan Fraser, Helen Mirren, Paul Bettany...

## Những thành công

### Truyện
- Cornelia Funke đã bán được hơn 10 triệu bản sách trên toàn thế giới.
- Tim mực đã giành giải thưởng BookSense Book of the Year Children's Literature năm 2004; Giải thưởng Jury der jungen(2004); Giải thưởng Phantastik Preis(2004); Giải thưởng Kalbacher Klapperschlange(2004)
 Tác phẩm được chuyển thể thành kịch nói, diễn tại nhà hát thành phố Hannover(2004) và nhạc kịch, diễn tại Bonn(2006)

### Phim
Với kinh phí rất thấp so với các bộ phim bom tấn, chỉ 30 triệu bảng Anh nhưng phim đã thu về gần 127 triệu bảng sau phát hành, Tim mực là minh chứng "tiền nhiều" chưa phải là vật đảm bảo cho thành công của một bộ phim .